# Idomeni
Idomeni är en ort i Grekland. Den ligger i prefekturen Nomós Kilkís och regionen Mellersta Makedonien, i den norra delen av landet alldeles vid gränsen till Nordmakedonien.
Motorvägen mellan Belgrad och Thessaloniki går förbi Idomeni. Även järnvägen mellan samma städer går förbi. Idomeni har en järnvägsstation som genom åren haft en viktig funktion som en  gränsstation. Tåg från Grekland till Belgrad och i vissa fall även vidare norrut stannar i Idomeni och där genomförs också gränskontroll.
Terrängen runt Idomeni är kuperad åt sydväst, men åt nordost är den platt. Runt Idomeni är det ganska glesbefolkat, med 38 invånare per kvadratkilometer. Närmaste större samhälle är Polýkastro, 15,0 km söder om Eidoméni. 